# Dinastia Cantacuzin

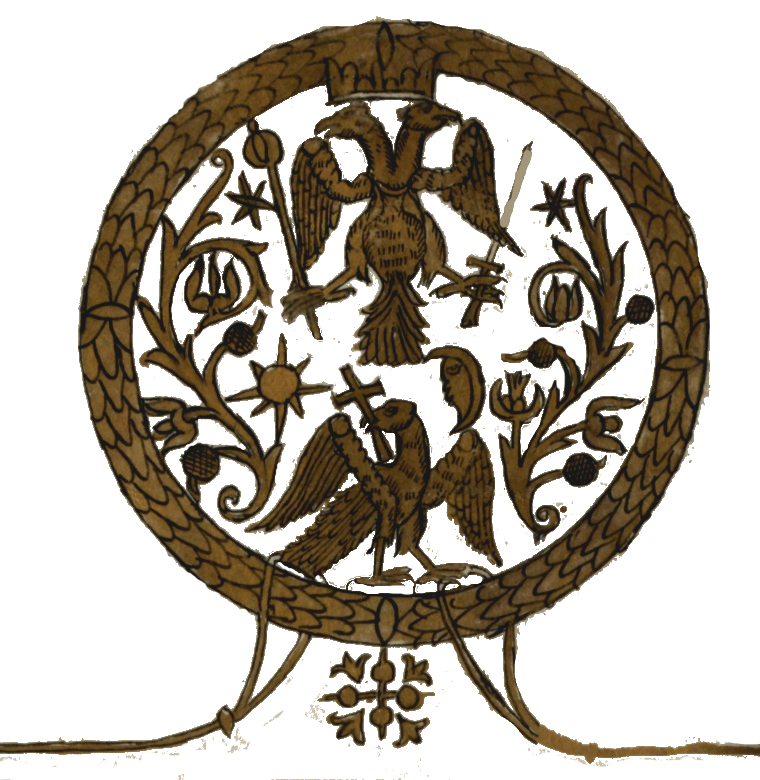
Emblema dinastiei Cantacuzin, cu vulturul bicefal încoronat și înconjurat de motive bizantine, simbolizează puterea imperială, moștenirea bizantină și legăturile nobiliare ale uneia dintre cele mai influente familii din istoria balcanică și românească. Această imagine reflectă prestigiul și ambițiile unei dinastii care a modelat politica și cultura din Imperiul Bizantin până în Țările Române.

Dinastia Kantakouzenos (în greacă Καντακουζηνός; pl. Kantakouzenoi), denumire latinizată Cantacuzenus și românizată Cantacuzin sau Cantacuzino, a fost una dintre cele mai importante familii nobiliare din Imperiul Bizantin în ultimele secole ale existenței sale. Familia a fost una dintre cele mai bogate din imperiu și a dat mai mulți guvernatori și generali importanți, precum și doi împărați bizantini. Membrii familiei Cantacuzino s-au căsătorit cu membrii altor familii nobiliare bizantine precum Paleolog, Filantropen, Asan și Tarhaneiot. Forma feminină a numelui este Kantakouzene (în greacă Καντακουζηνή), latinizată Cantacuzena.

## Etimologie
Originea numelui familiei, potrivit lui Donald Nicol, „se află între presupuneri romantice și supoziții filologice”. Prințul Mihail Cantacuzino, un aristocrat din secolul al XVIII-lea care a schițat originile acestei familii bizantine, oferă exemple de primul tip, lansând teoria că familia a început cu un anumit „Lucie Cusin” care s-a căsătorit cu o oarecare „Serafina Catina”, unindu-și numele de familie în cel de „Ca(n)tacuzino”. Nicol preferă o explicație de al doilea tip și repetă teoria lui Konstantinos Amantos potrivit căreia Kantakouzenos derivă din κατὰ-κουζηνᾶν sau κατὰ-κουζηνόν, sau din localitatea Kouzenas, o denumire a părții de sud a Muntelui Sipylus din apropiere de Smirna. Nicol enumeră unele legături pe care Cantacuzinii le-au avut cu această localitate în secolele al XI-lea și al XIII-lea.

## Istoric
Cantacuzinii apar pentru prima dată în timpul domniei lui Alexie I Comnenul, atunci când un membru al familiei a făcut parte din armata care a luptat împotriva cumanilor. În perioada domniei Comnenilor, membrii familiei sunt atestați documentar ca militari de rang înalt: sebastos Ioan Kantakouzenos a fost ucis în Bătălia de la Miriokefalon, în timp ce nepotul său probabil, cezarul Ioan Kantakouzenos, s-a căsătorit cu Irene Angelina, sora lui Isaac al II-lea Angelos. În perioada celei de-a Patra Cruciade, Cantacuzinii erau printre cei mai mari proprietari de pământuri din imperiu.
Ei au deținut poziții proeminente în perioada domniei Paleologilor. Mihail Kantakouzenos a fost numit guvernator al Moreei în 1308, iar fiul său, Ioan al VI-lea Kantakouzenos, a ajuns apoi megas domestikos, regent și în cele din urmă împărat (1341-1354) înainte de a abdica și a se retrage la o mănăstire, după un război civil pierdut. Fiul cel mare al lui Ioan al VI-lea, Matei, a domnit, de asemenea, în calitate de prinț asociat la domnie și pretendent la tron (1353-1357) înainte de a fi capturat și forțat să abdice. Fiul cel mic al lui Ioan, Manuel Kantakouzenos, a rămas despot al Moreei din 1349 până în 1380. Ioan al VI-lea a avut trei fiice: Helena Kantakouzene s-a căsătorit cu rivalul lui Ioan și al lui Matei, Ioan al V-lea Paleologul (1341-1391), Maria s-a căsătorit cu Nicefor al II-lea Orsini al Epirului și Teodora s-a căsătorit cu beiul otoman Orhan I.
Cei doi fii ai lui Matei, Ioan și Dimitrie, au condus pentru scurte perioade Despotatul Moreei. Se crede în general că Ioan, despre care s-au păstrat relativ puține documente, a murit fără copii și că numeroșii Cantacuzini din generația următoare, precum și istoricul Theodoros Spandounes și soția genealogistului Hugues Busac, sunt descendenții lui Matei prin Dimitrie. Urmașii posibili ai lui Dimitrie (filiația exactă este incertă) au fost Ghiorghios, numit „Sachatai”; Andronic, ultimul megas domestikos al Imperiului Bizantin; Eirene, care s-a căsătorit cu Đurađ Branković; Toma, care a activat la curtea lui Branković; Helena, care a devenit a doua soție a lui David de Trapezunt; și o fiică cu nume necunoscut, care ar fi devenit regina Georgiei.